# Los Serrano (Bolivia)
Qué Familia! Los Serrano es una serie de televisión emitida originalmente por la cadena boliviana Red Uno desde el 9 de enero de 2013.

## Elenco

### Personajes principales
- Jenny Serrano como:
  - Zoila, esposa de Gilberto
  - Yennicita
  - Satuca
- Mauricio Soria Galvarro como Gilberto
- Ronald Valverde como:
  - Chuchita
  - Casiano
- Sebastian Putz como Lito
- Carla Vega como:
  - Mónica
  - Pepa

### Personajes secundarios
- Bastian Miranda como Basti
- Wilmer Suxo como Willy

### Invitados
- María Delgado como Sor Maria de la Concepción
- Daniel Gonzales como Mochito

El elenco de la serie está formado en un principio por la familia Serrano, formada por Gilberto Serrano, sus hijos, Gilberto Gilbertito Serrano, Jenny Serrano, su mujer, Zoila Reina Galinate de Serrano , y la criada , Satuca. La familia es propietaria de una casa en Cochabamba de dos pisos. En el primer episodio de la serie se presenta al personaje del padre Alberto que tiene acento español.

## Producción
Inicio grabaciones en 2013 y finalizó en 2017

## Episodios
La primera temporada comenzó a grabar a los últimos días del 2012, y el 5 de enero de 2013 se estrenó la primera temporada, el cual destaca los episodios ""El seminario"" cual es el primero de la temporada 1, y trata de los miembros de la familia en un seminario, y ""Noche de Mujeres"" en donde Zoila organiza una despedida de soltera, ambos con muy buena aceptación en el público.
- Datos: Q5980356